# Leucania expallida
Leucania expallida là một loài bướm đêm trong họ Noctuidae.